# Stagmatoptera biocellata
Stagmatoptera biocellata es una especie de mantis de la familia Mantidae.

## Distribución geográfica
Se encuentra en Argentina, Bolivia, Brasil,  Colombia, México, Paraguay y  Venezuela.